# 직사각형

직사각형의 정의

평면 기하에서 직사각형(直四角形, rectangle)은 네 내각의 크기가 모두 같은 사각형을 말한다. 결과적으로 네 내각의 크기는 모두 직각이 된다. 한 내각의 크기가 90°인 평행사변형은 직사각형이며,한 내각의 크기가 90°인 등변사다리꼴은 직사각형이며, 네 변의 길이가 같은(마름모) 직사각형은 정사각형이며, 평행사변형이면서 등변사다리꼴인 도형은 직사각형이다.

## 성질
- 네 각의 크기가 모두 직각이다.
- 마주보는 두 변(대변)의 길이가 같다.
- 마주보는 두 변(대변)이 평행하다.
- 두 대각선의 길이가 같다.
- 각 대각선이 서로 합동인 직각삼각형으로 양분한다.
- 각 대각선이 내각이 분할되는 비율이 일정하다.
- 각 대각선을 지름으로 하는 원에 내접한다.

## 공식
직사각형의 가로를 {\displaystyle l} , 세로를 {\displaystyle w}라고 할 때 넓이, 둘레, 대각선은 다음과 같다.
{\displaystyle A=lw\,}
{\displaystyle P=2(l+w)\,}
{\displaystyle D={\sqrt {l^{2}+w^{2}}}} (피타고라스 정리 참조)

## 같이 보기
- 황금사각형
- 초타원

| - 일반적인 사각형 - 사다리꼴 - 등변사다리꼴 - 연꼴 - 평행사변형 - 마름모 - 직사각형 - 정사각형 |